# Estola vittulata
Estola vittulata är en skalbaggsart som beskrevs av Bates 1874. Estola vittulata ingår i släktet Estola och familjen långhorningar.
Artens utbredningsområde är:
- Belize.
- Guatemala.
- Honduras.
- Nicaragua.
- Panama.
- Venezuela.

Inga underarter finns listade i Catalogue of Life.